# 1304 Arosa
1304 Arosa је астероид са пречником од приближно 42,94 .
Афел астероида је на удаљености од 3,566 астрономских јединица (АЈ) од Сунца, а перихел на 2,851 АЈ.
Ексцентрицитет орбите износи 0,111, инклинација (нагиб) орбите у односу на раван еклиптике 18,947 степени, а орбитални период износи 2099,746 дана (5,748 година).
Апсолутна магнитуда астероида је 8,60 а геометријски албедо 0,348.
Астероид је откривен 21. маја 1928. године.